# ヤーレーン
ヤーレーン(Yaren)は、トルコの楽器。三連サズともいう。

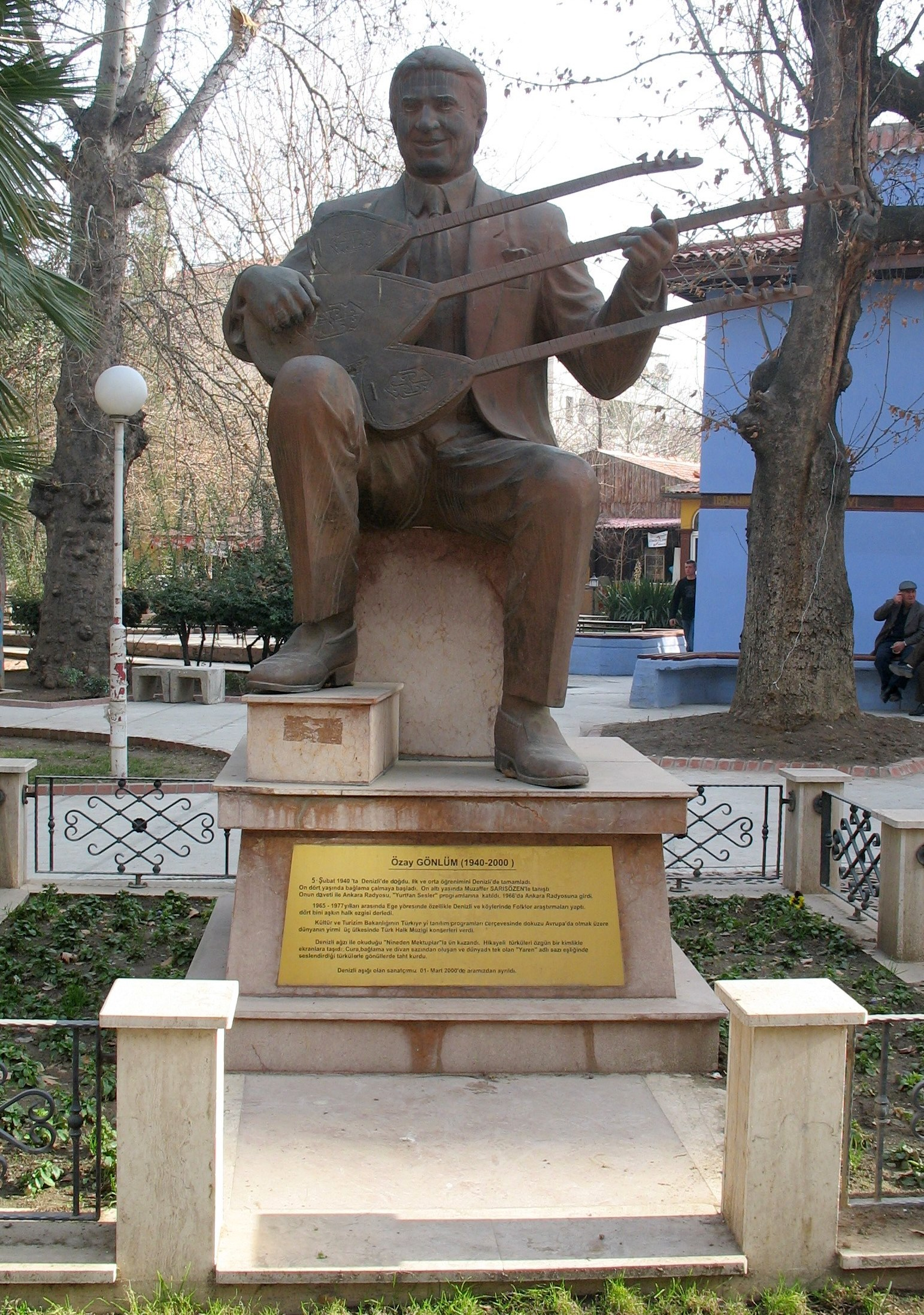
ヤーレーンを持つ:tr:Özay Gönlüm像（デニズリ）

涙型胴ギターが三つつながった形をしており、それぞれ大きさや音程の高さが違う。
ヤーレーンの元の楽器のサズは、本来はいくつかの種類のものを持ち替えて使うのだが、これは三種類をくっつけてしまっている。

## 利点
楽器を持ち替える手間を省ける。

## 欠点
演奏がしにくい。